# Georginio Wijnaldum
Georginio Gregion Emile Wijnaldum (Róterdam, Países Bajos, 11 de noviembre de 1990) es un futbolista neerlandés que juega como centrocampista en el Al-Ettifaq Club de la Liga Profesional Saudí.
Wijnaldum tiene varios familiares que son futbolistas profesionales: Rajiv van La Parra (medio hermano), Giliano (hermano menor), Royston Drenthe (primo) y Giovanni Drenthe (primo).

## Trayectoria

### Inicios en Róterdam
En sus primeros años, Wijnaldum no mostraba interés en el fútbol. Nunca había jugado con una pelota ni visto fútbol por televisión. Su deseo era convertirse en gimnasta o acróbata.
Wijnaldum se formó en la academia del Sparta de Rotterdam y, desde los catorce años, en la del Feyenoord. El 8 de abril de 2007 debutó en Eredivisie en una derrota por 0 a 4 ante el F. C. Groningen. Con apenas 16 años y 148 días, se convirtió en el futbolista más joven en debutar en las filas del equipo de De Kuip. El 2 de diciembre marcó su primer gol en una goleada frente al Heracles. Pocos días después fue nombrado como talento del año de Róterdam.
El 27 de febrero de 2011 marcó cuatro goles, dos de penalti, en la goleada por 5 a 2 ante el F. C. Groningen. Wijnaldum acabó la temporada con catorce tantos en su haber, siendo uno de los máximos goleadores del club lo que llevó a llamar la atención de varios clubes más poderosos.

### PSV Eindhoven
El 29 de junio de 2011 se hizo oficial su traspaso a las filas del PSV Eindhoven por unos cinco millones de euros. En sus primeras dos temporadas en el club logró 34 tantos (14 y 20, respectivamente). En la 2013-14, en la que fue nombrado capitán, apenas tuvo continuidad debido a problemas de espalda.
Para la temporada siguiente conquistó su primer título de Eredivisie, además de alcanzar por tercera vez los catorce goles (18 en todas las competiciones). Asimismo, fue elegido como jugador neerlandés del año.

### Inglaterra
El 11 de julio de 2015 el Newcastle United Football Club se hizo con sus servicios pagando, aproximadamente, 20 millones de euros al PSV. El 9 de agosto hizo su debut oficial con el club inglés, con gol incluido, en un empate a dos ante el Southampton en Premier League.
El 18 de octubre firmó cuatro de los seis goles de su equipo, propiciando la primera victoria de la temporada del Newcastle United, al ganar (6-2) al Norwich City. Wijnaldum acabó la temporada como máximo goleador del equipo, que acabó perdiendo la categoría.
El 22 de julio de 2016 se confirmó la venta del jugador neerlandés por 25 millones de libras esterlinas al Liverpool. El 14 de agosto debutó con el equipo de Klopp en una ajustada victoria ante el Arsenal (3-4). El 6 de noviembre marcó su primer tanto en un encuentro ante el Watford en el minuto 91 para poner el 6 a 1 definitivo. El 31 de diciembre dio la victoria al Liverpool ante el Manchester City con un potente remate de cabeza.
El 2 de mayo de 2018 marcó uno de los goles en la vuelta de semifinales de Liga de Campeones, ante la A. S. Roma (4-2), que permitieron al equipo inglés alcanzar la final. El 26 de mayo fue titular en la final ante el Real Madrid, aunque cayeron derrotados por 1 a 3. El 7 de mayo de 2019 marcó un doblete, en apenas dos minutos, en la victoria por 4 a 0 ante el F. C. Barcelona en la vuelta de semifinales de la Liga de Campeones.
El 23 de mayo de 2021 disputó su último encuentro como jugador red, su contrato finalizaba al término de la temporada, ante el Crystal Palace que permitió al equipo clasificarse para la siguiente edición de la Liga de Campeones de la UEFA.

### París, Roma y Arabia Saudita
El 10 de junio de 2021 el Paris Saint-Germain F. C. anunció su incorporación al conjunto parisino hasta junio de 2024. En agosto de 2022, tras una única temporada allí, fue cedido con opción de compra a la A. S. Roma.
A los pocos días de llegar a Roma, en un entrenamiento previo a la segunda jornada de la Serie A, sufrió una fractura de tibia. Se perdió todo lo que quedaba de año natural y su reaparición se produjo en un empate ante la U. S. Lecce en el mes de febrero. A final de campaña regresó a París antes de ser traspasado el 2 de septiembre al Al-Ettifaq Club.

## Selección nacional
Wijnaldum fue internacional en las categorías inferiores (sub-17, sub-19 y sub-21) de la selección de los Países Bajos. Hizo su debut con la selección absoluta el 2 de septiembre de 2011, en un partido ante San Marino donde marcó el undécimo y último tanto del encuentro.
El 13 de mayo de 2014, Wijnaldum fue incluido por el entrenador de la selección de los Países Bajos, Louis van Gaal en la lista preliminar de 30 jugadores con miras a la Copa Mundial de Fútbol de 2014 en Brasil. Finalmente fue confirmado en la nómina definitiva de 23 jugadores el 31 de mayo. En el Mundial, Wijnaldum anotó el último gol en el último partido frente Brasil, ya en el descuento, ayudando así a su equipo a alcanzar el tercer puesto.
Fue convocado por el nuevo entrenador de los Países Bajos, Frank de Boer para disputar la Eurocopa 2020, donde debutó como titular ante Ucrania y anotó un gol en la victoria por 3-2.

### Participaciones en Copas del Mundo
| Mundial                        | Sede   | Resultado     | Partidos | Goles |
| ------------------------------ | ------ | ------------- | -------- | ----- |
| Copa Mundial de Fútbol de 2014 | Brasil | Tercer puesto | 7        | 1     |

### Participaciones en Eurocopas
| Eurocopa      | Sede     | Resultado        | Partidos | Goles |
| ------------- | -------- | ---------------- | -------- | ----- |
| Eurocopa 2020 | Europa   | Octavos de final | 4        | 3     |
| Eurocopa 2024 | Alemania | Semifinales      | 3        | 0     |

## Estadísticas

### Clubes
Actualizado al último partido disputado el 26 de mayo de 2025.
| Club | Div.          | Temporada     | Liga  | Liga  | Copas nacionales(1) | Copas nacionales(1) | Copas internacionales(2) | Copas internacionales(2) | Total | Total |
| Club | Div.          | Temporada     | Part. | Goles | Part.               | Goles               | Part.                    | Goles                    | Part. | Goles |
| --- | ------------- | ------------- | ----- | ----- | ------------------- | ------------------- | ------------------------ | ------------------------ | ----- | ----- |
| Feyenoord · Países Bajos | 1.ª           | 2006-07       | 3     | 0     | 0                   | 0                   | 0                        | 0                        | 3     | 0     |
| Feyenoord · Países Bajos | 1.ª           | 2007-08       | 10    | 1     | 2                   | 0                   | ―                        | ―                        | 12    | 1     |
| Feyenoord · Países Bajos | 1.ª           | 2008-09       | 35    | 4     | 4                   | 0                   | 6                        | 1                        | 45    | 5     |
| Feyenoord · Países Bajos | 1.ª           | 2009-10       | 31    | 4     | 7                   | 1                   | ―                        | ―                        | 38    | 5     |
| Feyenoord · Países Bajos | 1.ª           | 2010-11       | 34    | 14    | 1                   | 0                   | 2                        | 0                        | 37    | 14    |
| Feyenoord · Países Bajos | Total club    | Total club    | 113   | 23    | 14                  | 1                   | 8                        | 1                        | 135   | 25    |
| PSV Eindhoven · Países Bajos | 1.ª           | 2011-12       | 32    | 9     | 6                   | 2                   | 12                       | 4                        | 50    | 15    |
| PSV Eindhoven · Países Bajos | 1.ª           | 2012-13       | 33    | 14    | 7                   | 2                   | 5                        | 4                        | 45    | 20    |
| PSV Eindhoven · Países Bajos | 1.ª           | 2013-14       | 11    | 4     | 0                   | 0                   | 4                        | 0                        | 15    | 4     |
| PSV Eindhoven · Países Bajos | 1.ª           | 2014-15       | 33    | 14    | 3                   | 2                   | 8                        | 2                        | 44    | 18    |
| PSV Eindhoven · Países Bajos | Total club    | Total club    | 109   | 41    | 16                  | 6                   | 29                       | 10                       | 154   | 57    |
| Newcastle United F. C. Inglaterra | 1.ª           | 2015-16       | 38    | 11    | 2                   | 0                   | ―                        | ―                        | 40    | 11    |
| Newcastle United F. C. Inglaterra | Total club    | Total club    | 38    | 11    | 2                   | 0                   | 0                        | 0                        | 40    | 11    |
| Liverpool F. C. Inglaterra | 1.ª           | 2016-17       | 36    | 6     | 6                   | 0                   | ―                        | ―                        | 42    | 6     |
| Liverpool F. C. Inglaterra | 1.ª           | 2017-18       | 33    | 1     | 3                   | 0                   | 14                       | 1                        | 50    | 2     |
| Liverpool F. C. Inglaterra | 1.ª           | 2018-19       | 35    | 3     | 0                   | 0                   | 12                       | 2                        | 47    | 5     |
| Liverpool F. C. Inglaterra | 1.ª           | 2019-20       | 37    | 4     | 1                   | 0                   | 9                        | 2                        | 47    | 6     |
| Liverpool F. C. Inglaterra | 1.ª           | 2020-21       | 38    | 2     | 4                   | 1                   | 9                        | 0                        | 51    | 3     |
| Liverpool F. C. Inglaterra | Total club    | Total club    | 179   | 16    | 14                  | 1                   | 44                       | 5                        | 237   | 22    |
| Paris Saint-Germain F. C. Francia | 1.ª           | 2021-22       | 31    | 1     | 2                   | 0                   | 5                        | 2                        | 38    | 3     |
| Paris Saint-Germain F. C. Francia | Total club    | Total club    | 31    | 1     | 2                   | 0                   | 5                        | 2                        | 38    | 3     |
| A. S. Roma · Italia | 1.ª           | 2022-23       | 14    | 2     | 0                   | 0                   | 9                        | 0                        | 23    | 2     |
| A. S. Roma · Italia | Total club    | Total club    | 14    | 2     | 0                   | 0                   | 9                        | 0                        | 23    | 2     |
| Al-Ettifaq Club Arabia Saudita | 1.ª           | 2023-24       | 29    | 6     | 2                   | 1                   | ―                        | ―                        | 31    | 7     |
| Al-Ettifaq Club Arabia Saudita | 1.ª           | 2024-25       | 34    | 14    | 2                   | 0                   | ―                        | ―                        | 36    | 14    |
| Al-Ettifaq Club Arabia Saudita | Total club    | Total club    | 63    | 20    | 4                   | 1                   | 0                        | 0                        | 67    | 21    |
| Total carrera | Total carrera | Total carrera | 547   | 114   | 52                  | 9                   | 95                       | 18                       | 694   | 141   |
| (1) Incluye datos de Copa de los Países Bajos, Supercopa de los Países Bajos, Copa de la Liga de Inglaterra, FA Cup, Community Shield, Supercopa de Francia, Copa de Francia y Copa del Rey de Campeones. (2) Incluye datos de Liga de Campeones de la UEFA, Liga Europa de la UEFA y Supercopa de Europa. |               |               |       |       |                     |                     |                          |                          |       |       |

## Palmarés
| Título                        | Club                      | País         | Año  |
| ----------------------------- | ------------------------- | ------------ | ---- |
| Copa de los Países Bajos      | Feyenoord                 | Países Bajos | 2008 |
| Copa de los Países Bajos      | PSV Eindhoven             | Países Bajos | 2012 |
| Supercopa de los Países Bajos | PSV Eindhoven             | Países Bajos | 2012 |
| Eredivisie                    | PSV Eindhoven             | Países Bajos | 2015 |
| Premier League                | Liverpool F. C.           | Inglaterra   | 2020 |
| Ligue 1                       | Paris Saint-Germain F. C. | Francia      | 2022 |

### Títulos internacionales
| Título                       | Club            | Sede     | Año  |
| ---------------------------- | --------------- | -------- | ---- |
| Liga de Campeones de la UEFA | Liverpool F. C. | Madrid   | 2019 |
| Supercopa de la UEFA         | Liverpool F. C. | Estambul | 2019 |
| Copa Mundial de Clubes       | Liverpool F. C. | Catar    | 2019 |

### Distinciones individuales
| Distinción                             | Año  |
| -------------------------------------- | ---- |
| Futbolista del año en los Países Bajos | 2015 |